# Zorica Pavićević
Zorica Pavićević   (Danilovgrad, 9 de maig de 1956) fou una jugadora d'handbol montenegrina que va competir sota bandera de Iugoslàvia durant la dècada de 1980.
El 1984 va prendre part en els Jocs Olímpics de Los Angeles, on guanyà la medalla d'or en la competició d'handbol.